# Åshild Kanstad Johnsen
Åshild Kanstad Johnsen (* 23. Oktober 1978 in Bergen, Norwegen) ist eine norwegische Autorin, bildende Künstlerin und Freelance-Illustratorin.

## Leben
Johnsen wurde im Fach Visuelle Kommunikation in den Jahren 2003 bis 2008 an der Kunsthochschule Bergen ausgebildet. Sie ist die Tochter des Designers und Grafikers Augon Johnsen (* 1953) und die ältere Schwester der 1981 geborenen bildenden Künstlerin Mari Kanstad Johnsen. Sie veröffentlichte ihr erstes Bilderbuch 2010 mit dem Titel Kubbe lager museum, das 2013 in deutscher Sprache gedruckt wurde.
Johnsen lebt und arbeitet in Bergen.

## Veröffentlichungen
- Kubbe lager museum. Gyldendal Norsk Forlag, Oslo, Norwegen 2010, ISBN 978-82-05-39718-7.
  - deutsch von Volker Oppmann: Kubbes Museum. Verlag Onkel & Onkel, Berlin 2013, ISBN 978-3-940029-98-0.[1]

- Kubbe lager spetakkel, Gyldendal Norsk Forlag, Oslo, Norwegen 2011, ISBN 978-82-05-41672-7.
- Kubbes album om alt. Gyldendal Norsk Forlag, Oslo, Norwegen 2013, ISBN 978-82-05-42582-8.
- Kubbe lager skyggteater. Gyldendal Norsk Forlag, Oslo, Norwegen 2013.
- Eg elsker Bergen, Bilderbuch. Figenschou forlag.